# Италијанска инвазија на Либију
Италијанска инвазија на Либију догодила се 1911. године, када су италијанске трупе напале турску провинцију Либију (тада део Османског царства) и започеле турско-италијански рат. Као резултат тога, основане су италијанска Триполитанија и италијанска Киренаика, касније уједињене у колонију италијанске Либије.

## Позадина
Претензије Италије на Либију датирају још из усмених разговора након Берлинског конгреса (1878), на којима су се Француска и Велика Британија сложиле око окупације Туниса, односно Кипра, оба дела тадашњег оскудног Османског царства. Када су италијанске дипломате наговестиле могуће противљење њиховој влади, Французи су одговорили да би Триполи био пандан за Италију. Године 1902, Италија и Француска су потписале тајни споразум којим је дата слобода интервенције у Триполитанији и Мароку. Међутим, италијанска влада је учинила мало да спроведе ту прилику у дело, а знање о либијској територији и ресурсима остало је оскудно у наредним годинама.
Италијански политичари су почели да изражавају своје интересе за инвазију на територију већ 1908. године, а потом је италијанска штампа крајем марта 1911. године започела масовну кампању лобирања у корист инвазије на Либију. Либија је маштовито представљена као богата минералима, пуна воде и брањена од стране само 4.000 османских војника. Такође, становништво је било непријатељско према Османском царству, а пријатељско према Италијанима. Будућа инвазија је описана као мало више од „војне шетње“.
Италијанска влада је у почетку оклевала, али током лета су коначно спроведене припреме за инвазију, а премијер Ђовани Ђолити је почео да испитује друге велике европске силе о њиховим реакцијама на могућу инвазију на Либију. Социјалистичка партија је имала снажан утицај на јавно мњење. Међутим, била је у опозицији и такође подељена по том питању. Неефикасно је деловала против војне интервенције.
Османској влади CUP-а је у ноћи између 26. и 27. септембра постављен ултиматум. КУП је, уз аустријско посредовање, одговорио предлогом предаје контроле над Либијом без рата, уз одржавање само формалне османске власти. Овај предлог је био упоредив са ситуацијом у Египту, који је био под формалном османском власти, али је заправо био под контролом Уједињеног Краљевства. Ђолити је одбио, а рат је објављен 29. септембра 1911. године.